# Jean-Pierre Lecaudey

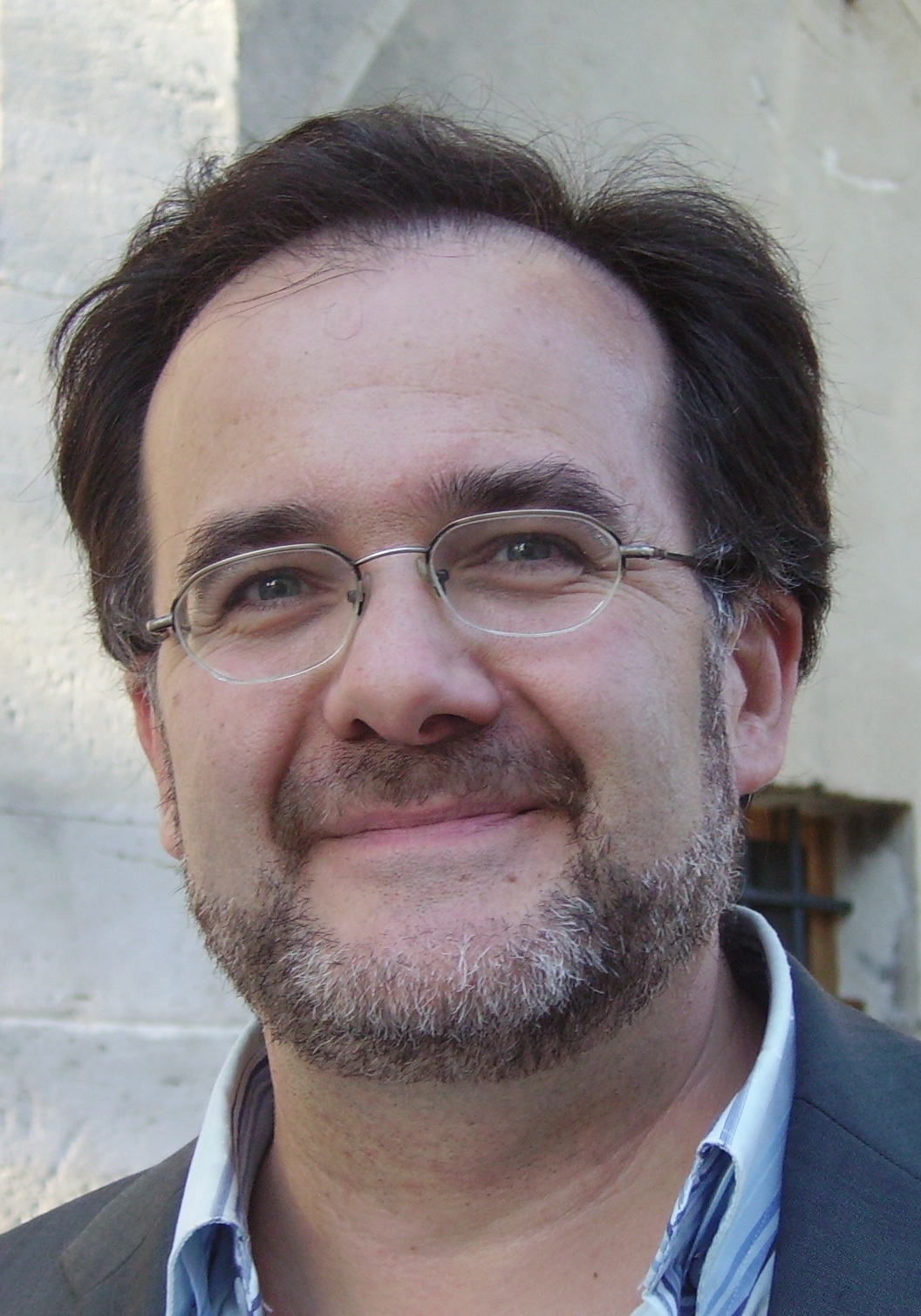
Jean-Pierre Lecaudey

Jean-Pierre Lecaudey (* 21. November 1962 in Saint-Brieuc) ist ein französischer Organist.

## Leben
Lecaudey hatte den ersten Klavier- und Orgelunterricht bei Frère Lucien Frances in Pibrac. Von 1977 bis 1980 besuchte er die Orgelklasse von Jean Costa am Konservatorium von Aix-en-Provence. Er studierte dann am Konservatorium von Toulouse Orgel bei Xavier Darasse und Klavier bei Michel Dru. Das Studium schloss er 1982 mit einer Goldmedaille ab. 1983 gewann er beim II. Orgelwettbewerb in Toulouse mit einem Programm französischer Komponisten den Ersten Preis. Seitdem reist er als Konzertorganist durch Frankreich und andere europäische Länder und die USA, wo er auch Meisterklassen über französische Musik gibt. Seit 1985 ist er Titularorganist an der Orgel (von Pascal Quoirin) der Kollegiatskirche Saint-Martin von Saint-Rémy-de-Provence. Seit 2000 unterrichtet er Orgel und Komposition an der L’École Nationale de Musique du Grand Avignon. Er arbeitet als Solist bei Radio France, wo er häufig an Studioaufnahmen beteiligt ist.
Zum Repertoire Lecaudys gehören Orgelwerke französischer Komponisten wie Charles-Marie Widor, César Franck, Louis Vierne, Marcel Dupré, Maurice Duruflé, Joseph-Ermend Bonnal, Jehan Alain, Olivier Messiaen, Xavier Darasse, Charles Chien, Jacques Charpentier und Jean-Pierre Leguay wie auch die Kompositionen Johann Sebastian Bachs oder Dietrich Buxtehudes. Als Pianist widmet er sich vor allem der Kammermusik und spielt romantische Sonaten für Klavier und Violine, Cello oder Flöte von Johannes Brahms, César Franck, Gabriel Fauré und Felix Mendelssohn Bartholdy. Zehn Jahre lang leitete er als Dirigent das Ensemble Orchestral des Bouches-du-Rhône, mit dem er ein Repertoire von Mozarts Sinfonien bis zu zeitgenössischen Werken aufführte.
Für seine Aufnahmen von Werken Ermend Bonnals wurde er 1996 und 1997 jeweils mit dem Choc-Preis der Zeitschrift Le Monde de la musique ausgezeichnet. Fünfmal erhielt er den Diapason d’or für seine Aufnahmen zur Präsentation der Orgeln von Lagrasse und Forcalquier und der Triosonaten von Bach. Seine CD mit Werken von Charles Chien wurde mit einem Orphée d’Or der Académie du Disque Lyrique ausgezeichnet.

## Tondokumente
- César Franck: Three Chorales for Grand Organ. CD, Musique en Wallonie, 1990.
- Maurice Duruflé: L’œuvre pour orgue. CD, Sony Masterworks, 1993.
- Joseph-Ermend Bonnal: L’œuvre pour orgue. CD, Pavane Records, 1995.
- Johann Sebastian Bach: Les six sonates en trio. CD,  Pavane Records, 2000.
- Marcel Dupré, Louis Vierne, Jehan Alain, Maurice Duruflé, Olivier Messiaen – Fantasiaorgue. Un Concert à la Cathédrale. CD, Ligia Digital, 2013.
- Liszt, Mendelssohn, Widor, Franck, Durufle, Alain, Dupré. Grand Orgue de Saint-Remy-de-Provence. CD, Pavane records, 2017.